# پیرمرد (مجموعه تلویزیونی)
پیرمرد (به انگلیسی: Old Man) یک مجموعه تلویزیونی درام و دلهره‌آور آمریکایی است که بر اساس رمانی به همین نام نوشته توماس پری در سال ۲۰۱۷ ساخته شده‌است. این سریال توسط جاناتان‌ای. استاینبرگ و رابرت لوین توسعه داده شد و در ۱۶ ژوئن ۲۰۲۲ در شبکه اف‌ایکس نمایش داده شد. فصل اول شامل هفت قسمت است. در ۲۷ ژوئن ۲۰۲۲، این سریال برای فصل دوم تمدید شد.

## خلاصه داستان
یک مأمور سابق سازمان اطلاعات مرکزی که در خانه‌ای فاقد هیچ گونه تکنولوژی زندگی می‌کند، مجبور می‌شود از کسانی که قصد کشتنش را دارند بگریزد.

## بازیگران
- جف بریجز ... دن چیس / جانی کوهلر
- جان لیسگو ... هارولد هارپر
- ای.جی. بونیلا ... ریموند واترز
- بیل هک ... دن چیس جوان
- لیم لوبانی ... بلور همزاد جوان (با نام خانوادگی دادفر)
- عالیه شوکت ... آنجلا آدامز / امیلی چیس / پروانه حمزاد
- بنگا آکینابه ... جولیان کارسون
- ایمی برنمن ... زوئی مک دونالد
- فریبرز عرب نیا

## بازخوردها
وب‌سایت جمع‌آوری نقد راتن تومیتوز، بر اساس ۴۱ نقد منتقد، ۹۵٪ امتیاز تأیید با میانگین امتیاز ۷٫۳ از ۱۰ را گزارش کرد. اجماع منتقدان این وب‌سایت می‌گوید: «پیرمرد به اندازه قهرمان‌های اکشن جوان‌تر، بی‌باک و تند است و جف بریجز به این تریلر استخوان‌خراش کمک می‌کند.» در متاکریتیک، که از میانگین وزنی استفاده می‌کند. بر اساس ۲۵ منتقد، امتیاز ۷۲ از ۱۰۰ را به خود اختصاص داد که نشان‌دهنده «بررسی‌های عموماً مطلوب» است.